# 叶苣苔属
叶苣苔属（学名：Phylloboea）是苦苣苔科下的一个属，为直立草本植物。该属共有2种，分布于缅甸、马来西亚和中国。